# Emmanuel Schelstrate
Emmanuel Schelstrate, belgijski katoliški teolog in knjižničar, * 1649, Antwerpen, † 6. april 1692, Rim.
Papež Inocent IX. ga je postavil za knjižničarja v Vatikanski knjižnici. Najbolj je znan po svojih delih, v katerih je branil dogmo o papeški nezmotljivosti.